# Enrique Brichetto
Enrique Brichetto (Buenos Aires, ... – ...; fl. XX secolo) è stato un calciatore argentino, di ruolo attaccante.

## Caratteristiche tecniche
Giocava come interno sinistro.

## Palmarès

### Competizioni nazionali
- Copa Campeonato: 2

Boca Juniors: 1919, 1920
- Copa de Competencia Jockey Club: 1

Boca Juniors: 1919
- Copa de Honor Cousenier: 1

Boca Juniors: 1920

### Competizioni internazionali
- Tie Cup: 1

Boca Juniors: 1919